# Bigas Luna
José Juan Bigas Luna (ur. 19 marca 1946 w Barcelonie, zm. 6 kwietnia 2013 w La Riera de Gaià) – hiszpański malarz, reżyser i scenarzysta filmowy.

## Życiorys
W latach 60. był malarzem zainteresowanym sztuką konceptualną i odnoszącym spore sukcesy projektantem awangardowych mebli, pracującym w założonym w 1968 z Carlosem Riartem Estudio Gris.
W połowie lat 70. zaczął reżyserować filmy, często do własnego scenariusza, w których dał wyraz swojemu zainteresowaniu problemem hiszpańskiego machismo. Jednym ze znaków firmowych jego autorskiego kina stała się seksualna perwersja w obrazach takich jak Lulu (1990) czy Szynka, szynka (1992), ocierająca się prawie o pornografię.
W latach 80. pracował w Hollywood, ale jego nakręcone w USA filmy – Reborn (1981) i Udręka (1987) – nie odniosły komercyjnego sukcesu.
Zasiadał w jury konkursu głównego na 63. MFF w Wenecji (2006).

## Nagrody
- 1992 – nominacja do Złotego Lwa na MFF w Wenecji za film Szynka, szynka
- 1993 – Nagroda Specjalna Jury na MFF w San Sebastián za film Mucho
- 1994 – Złota Osella na MFF w Wenecji za najlepszy scenariusz do filmu Księżyc i pierś

## Filmografia
- Nazywam się Juani (Yo soy la Juani, 2006) – producent wykonawczy, reżyseria i scenariusz
- Son de mar (2001) – reżyseria
- Volavérunt (1999) – reżyseria
- Pokojówka z Titanica (La femme de chambre du Titanic, 1997) – reżyseria i scenariusz
- Lumiere i spółka (Lumière et compagnie, 1995) – reżyseria
- Pierś i księżyc (La teta y la luna, 1994) – reżyseria i scenariusz
- Mucho (Huevos de oro, 1993)[a] – reżyseria i scenariusz
- Szynka, szynka (Jamón, jamón, 1992) – reżyseria i scenariusz
- Lulu (Las edades de Lulú, 1990) – reżyseria i scenariusz
- Udręka (Angustia, 1987) – reżyseria i scenariusz
- Lola (1986) – reżyseria i scenariusz
- Reborn (1981) – reżyseria i scenariusz
- Caniche (1979) – reżyseria i scenariusz
- Bilbao (1978) – reżyseria i scenariusz
- Tatuaje (1976) – reżyseria